# الکس شوارتزر
الکس شوارتزر (ایتالیایی: Alex Schwazer؛ زادهٔ ۲۶ دسامبر ۱۹۸۴) دونده اهل ایتالیا است.